# Хиліни (Підляське воєводство)
Хиліни (пол. Chyliny) — село в Польщі, у гміні Єдвабне Ломжинського повіту Підляського воєводства. Населення — 56 осіб (2011).
У 1975—1998 роках село належало до Ломжинського воєводства.

## Демографія
Демографічна структура станом на 31 березня 2011 року:
|          | Загалом | Допрацездатний вік | Працездатний вік | Постпрацездатний вік |
| -------- | ------- | ------------------ | ---------------- | -------------------- |
| Чоловіки | 26      | 7                  | 18               | 1                    |
| Жінки    | 30      | 4                  | 22               | 4                    |
| Разом    | 56      | 11                 | 40               | 5                    |